# Battle Cry (Havana Brown)
Battle Cry è un singolo della DJ australiana Havana Brown, pubblicato il 24 luglio 2018 su etichetta Universal Music Australia.

## Video musicale
Il videoclip è stato reso disponibile il 30 luglio 2015.

## Tracce
1. Battle Cry – 3:17

## Formazione
Produzione
- Billy Van – produzione
- Savi – produzione
- Quincy Harrison – missaggio

## Classifiche
| Classifica (2015) | Posizione massima |
| ----------------- | ----------------- |
| Australia         | 59                |